# Pieter I Adornes
Pieter I Adornes (Brugge, ca. 1350 - 2 februari 1398) was burgemeester van Brugge.

## Familie
Pieter I Adornes, lid van de Adornesfamilie, was de zoon van Maarten Adornes en Catharina de Saint-Cler. Hij was de vierde generatie van deze Genuese familie in Brugge.
Hij trouwde met Margaretha van Themseke en ze hadden minstens zes kinderen, die echter niet leidden tot verder nakomelingschap, alvast niet tot naamdragers:
- Joris, die kartuizer werd in Gent.
- Jan, die trouwde met Cecilia Brant en alleen een dochter had.
- Anna.
- Gertrudis.
- Catharina, die trouwde met Jacob Ruebs.
- Margareta, die trouwde met Arthur Rams.

Hij huwde een tweede maal met Elisabeth van de Walle en ze hadden twee zoons:
- Jacob Adornes,
- Pieter II Adornes.

## Handelaar
Zoals andere familieleden, was Pieter Adornes actief als handelaar, meer bepaald als makelaar en bankier, waarbij hij, als poorter van Brugge, lid werd van de gilde van de makelaars.
Als makelaar en hostelier bewoonde Adornes het gasthof De Baerse in de Vlamingstraat, waar hij logies verstrekte aan handelaars, onder meer van Genuese origine. Hij was ook als bankier actief en hield kantoor als geldwisselaar op de Sint-Pietersbrug in het begin van de Philipstockstraat.

## Stadsbestuurder
Pieter I Adornes werd opgenomen in de kring van de belangrijkste stadsbestuurders en vervulde de volgende functies:
- 1383-84: hoofdman van het Carmerssestendeel.
- 1385-86: schepen.
- 1386-87: raadslid.
- 1387-88 en 1389-90: burgemeester van de raadsleden.
- 1388-89: burgemeester van de schepenen.
- 1390-1394: thesaurier.

Tijdens de jaren van zijn thesaurierschap slaagde hij erin de stedelijke financies te saneren.
Als gevolg hiervan werd hij benoemd tot ontvanger-generaal van Vlaanderen en Artesië, zodat de grafelijke administratie kon rekenen op zijn financiële expertise.